# Darvaz
Darvaz (persisch ولسوالی درواز / paschtunisch درواز ولسوالۍ / englisch Darwaz/Darwāz-e Pā’īn) ist ein ehemaliger Distrikt in der afghanischen Provinz Badachschan und lag auf etwa 2181 m nahe der Grenze zu Tadschikistan.

## Geschichte
Der Distrikt Darvaz wurde 2005 in die drei Distrikte Maimay, Darvaz-e-Bala und Shekay aufgeteilt.

## Geographie und humanitäre Lage
Der ehemalige Distrikt Darvaz ist Teil der Region Darvaz, die sich über afghanisches und tadschikisches Gebiet erstreckt. Diese Region gilt als durch „Tausende von Schmetterlingsmine verseucht, die zwischen 1979 und 1989 von der Sowjetunion verbreitet“ worden seien. Durch das „gebirgige Geländes“ und „strenge klimatische Bedingungen“ sei die „Minenräumung in den Wintermonaten“ unmöglich. Die Schweizerische Stiftung für Minenräumung ist in diesem Gebiet aktiv. Mehr als zehn Prozent der in Afghanistan als minenverseucht geltenden Flächen liegen in Darvaz. Zusätzlich zur schweren Erreichbarkeit würde eine „finanzielle Unterversorgung“ kommen.
Laut Einträgen auf iNaturalist gibt es in Darvaz unter anderem Rabenkrähee (Corvus corone), Alpenkrähen (Pyrrhocorax pyrrhocorax), Alpendohlen (Pyrrhocorax graculus), Schmutzgeier (Neophron percnopterus) und Schraubenziegen (Capra falconeri).